# Universität Iwate

Haupttor

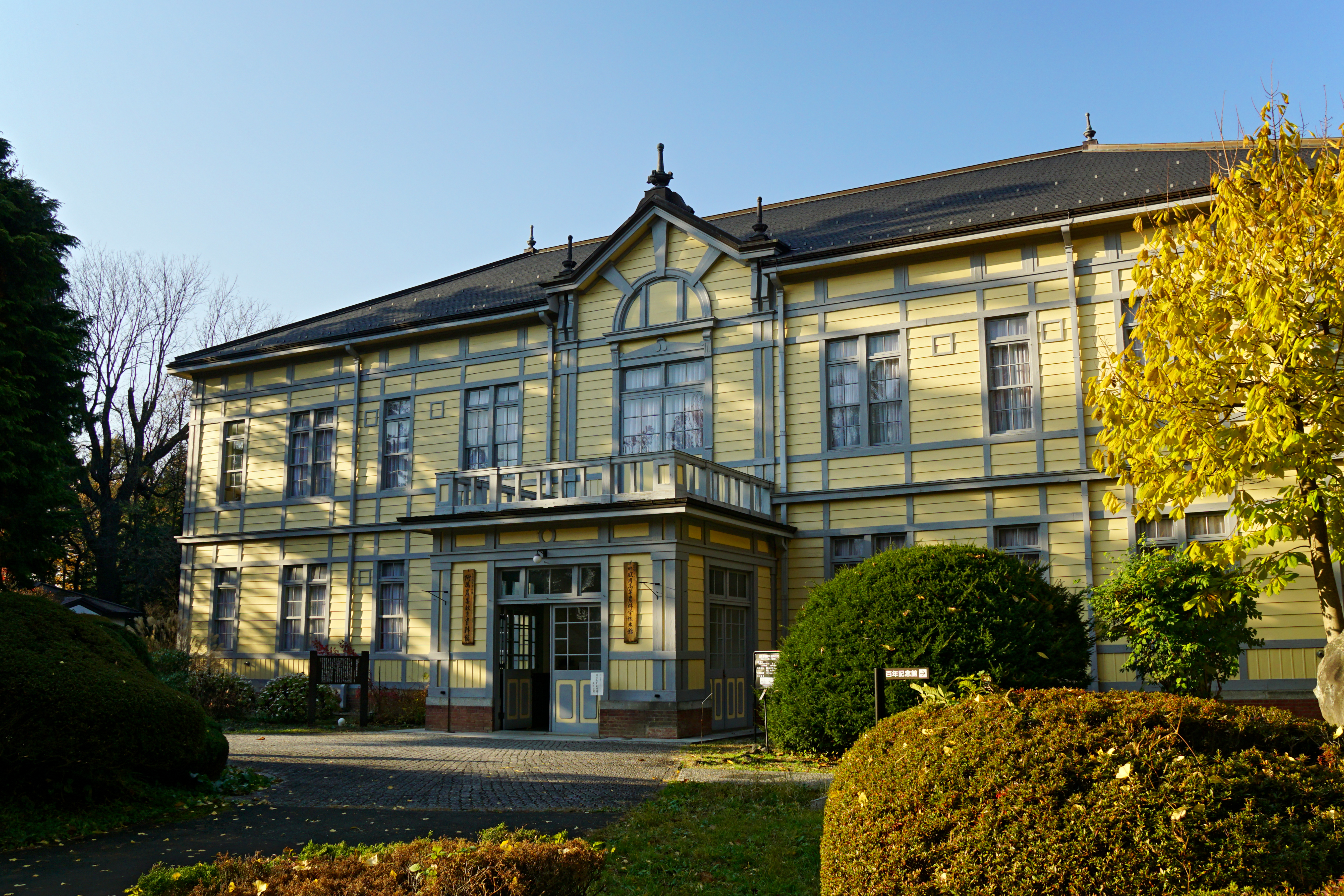
Geschichtsmuseum für Landwirtschaftliche Erziehung (ehemaliges Hauptgebäude, erbaut 1912)

Die Universität Iwate (jap. 岩手大学, Iwate daigaku, abgekürzt: Gandai (岩大)) ist eine staatliche Universität in Japan. Der Campus liegt in Morioka in der Präfektur Iwate.

## Geschichte
Die Universität wurde 1949 durch den Zusammenschluss der vier staatlichen Fachhochschulen gegründet. Die vier waren
- die Land- und Forstwirtschaftsfachschule Morioka (盛岡農林専門学校, Morioka nōrin semmon gakkō, gegründet 1902),
- die Normalschule Iwate (岩手師範学校, Iwate shihan gakkō, gegründet 1876),
- die Jugend-Normalschule Iwate (岩手青年師範学校, Iwate seinen shihan gakkō, in Kanegasaki, gegründet 1921), und
- das Technikum Morioka (盛岡工業専門学校, Morioka kōgyō semmon gakkō, gegründet 1939).

Den heutigen Campus erbte die Universität von der Land- und Forstwirtschaftsfachschule und dem Technikum.  Die Land- und Forstwirtschaftsfachschule wurde 1902 als Höhere Schule für Land- und Forstwirtschaft Morioka (盛岡高等農林学校, Morioka kōtō nōrin gakkō) gegründet, um die Landwirtschaft in der kühleren Region Japans zu forschen und zu lehren. Ihr ehemaliges Hauptgebäude (erbaut 1912) dauert noch heute im Campus als Geschichtsmuseum für Landwirtschaftliche Erziehung (農業教育資料館). Die Schule wurde 1944 in Land- und Forstwirtschaftsfachschule Morioka umbenannt.
Zuerst hatte die Universität die Fakultäten für Agrarwissenschaft, Ingenieurwissenschaften und Liberal Arts. 1965 zog die Fakultät für Liberal Arts in den heutigen Campus und wurde 1966 in Fakultät für Pädagogik umbenannt. 1977 wurde die Fakultät für Geistes- und Sozialwissenschaften neu gegründet.

## Fakultäten
- Fakultät für Agrarwissenschaft
- Fakultät für Ingenieurwissenschaften
- Fakultät für Pädagogik
- Fakultät für Geistes- und Sozialwissenschaften

## Bekannte Absolventen
- Miyazawa Kenji (1896–1933), Schriftsteller